# Дерновое
Дерновое (укр. Дернове) — село,
Дерновский сельский совет,
Тростянецкий район,
Сумская область,
Украина.
Код КОАТУУ — 5925082001. Население по переписи 2001 года составляло 512 человек.
Является административным центром Дерновского сельского совета, в который, кроме того, входит село Рябовка.

## Географическое положение
Село Дерновое находится на правом берегу реки Дерновая, которая через 500 м впадает в реку Ворсклица, выше по течению на расстоянии в 2,5 км расположено село Семереньки.